# أخائيكوس
أخائيكوس أحد الشخصيات المذكورة في العهد الجديد، المعلومات عنه قليلة للغاية، ومن المعروف أنه كان عضوًا في كنيسة كورنتس الواقعة حاليًا ضمن حدود تركيا؛ قام مع أحد أقرباءه بزيارة بولس الرسول خلال تواجده في أفسس كمنتدب عن كنيسة كورنتس لإخبار بولس بحاجات هذه الكنيسة، وربما بعثوا برسالة مكتوبة لهذه الغاية. وهذا ما يبدو واضحًا من خلال الرسالة الأولى إلى كورنثس 17/16، ويبدو أن أخائيكوس قد قضى بصحبة بولس الرسول ثلاث أسابيع ومن ثم فقد عاد إلى كورنتس مزودًا برسالة القديس بولس وتوصياته. الرسالة الأولى إلى كورنثس 1/7.